# Лома-Мар (Каліфорнія)
Лома-Мар (англ. Loma Mar) — переписна місцевість (CDP) в США, в окрузі Сан-Матео штату Каліфорнія. Населення — 134 особи (2020).

## Географія
Лома-Мар розташована за координатами 37°15′57″ пн. ш. 122°18′2″ зх. д. / 37.26583° пн. ш. 122.30056° зх. д. (37.265797, -122.300685).  За даними Бюро перепису населення США в 2010 році переписна місцевість мала площу 4,49 км², уся площа — суходіл.

## Демографія
Згідно з переписом 2010 року, у переписній місцевості мешкало 113 осіб у 54 домогосподарствах у складі 25 родин. Густота населення становила 25 осіб/км².  Було 67 помешкань (15/км²).
Расовий склад населення:
| - 89,4 % — білих - 2,7 % — азіатів - 1,8 % — чорних або афроамериканців |

До двох чи більше рас належало 6,2 %. Частка іспаномовних становила 10,6 % від усіх жителів.
За віковим діапазоном населення розподілялося таким чином: 19,5 % — особи молодші 18 років, 72,5 % — особи у віці 18—64 років, 8,0 % — особи у віці 65 років та старші. Медіана віку мешканця становила 44,8 року. На 100 осіб жіночої статі у переписній місцевості припадало 117,3 чоловіків;  на 100 жінок у віці від 18 років та старших — 97,8 чоловіків також старших 18 років.
Цивільне працевлаштоване населення становило 57 осіб. Основні галузі зайнятості: освіта, охорона здоров'я та соціальна допомога — 50,9 %, сільське господарство, лісництво, риболовля — 36,8 %, роздрібна торгівля — 12,3 %.